# Langenfeld im Rahmedetal

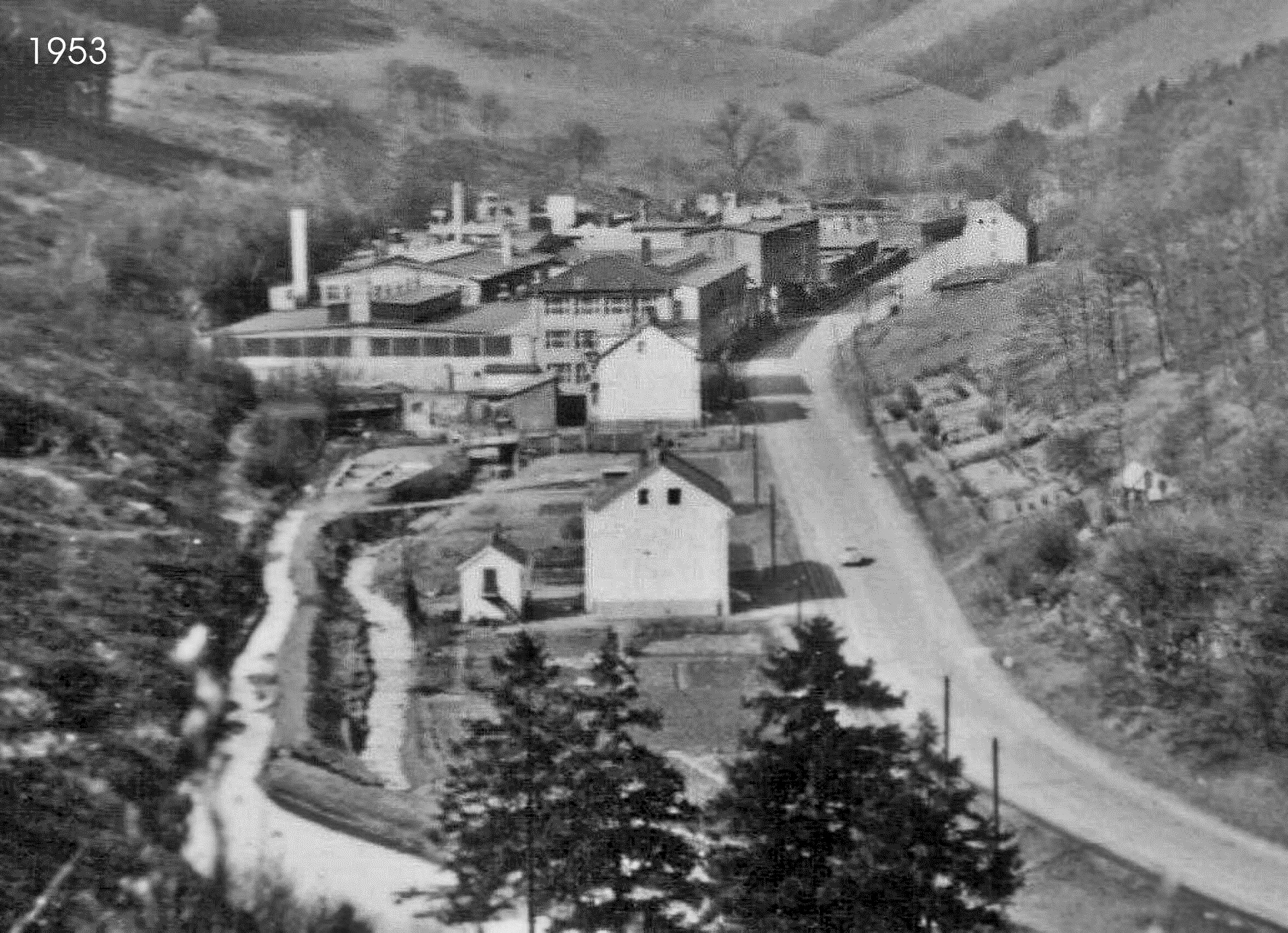
Langenfeld (1953)

Langenfeld im Rahmedetal ist eine Flurbezeichnung im mittleren Rahmedetal, das sich von Lüdenscheid nach Altena erstreckt. Bis 1968 zählte es zur Gemeinde Lüdenscheid-Land, Kreis Altena. Seit der Gebietsreform vom 1. Januar 1969 verläuft hier die Grenze zwischen den Städten Altena und Lüdenscheid, beide zum Märkischen Kreis gehörend.
Dieses gut 500 Meter lange Flurstück, das sich von West nach Ost erstreckt und seinem Namen vor der Bebauung gerecht wurde, beginnt an der Bergswalze südwestlich von Dünnebrett, verläuft links des Flusses Rahmede und endet knapp südwestlich des bereits 1804 erwähnten ehemaligen Breithammers Dickenberger Hammer. Wie Langenfeld ist auch Bergswalze und Dickenberger Hammer noch immer in Grund- und Gebietskarten eingezeichnet.
1839 hatte Wilhelm Berg zu Lüdenscheid den dortigen Stabhammer für 1150 Taler gekauft. Sein Sohn Carl Berg baute ihn 1841 zu einem Walzwerk um.
Daran anschließend errichtete 1894 der Schlossermeister August Enders seine aus bescheidenen Anfängen existierende Fabrik. Auch er machte sich die Wasserkraft des Rahmedebachs zunutze, der Wasserräder antrieb und mit dieser Energie Hämmer und Gebläse für die Schmiedefeuer in Gang setzte. 16 Jahre später, im Jahre 1910, starb Enders. Der Betrieb war auf 350 Mitarbeiter angewachsen. Bis zum Beginn des Ersten Weltkriegs hatte sich die Belegschaft bereits verdoppelt. Unter Beteiligung von August Adamy und A. Paulmann erfolgte die Umwandlung in eine GmbH und später dann in eine Aktiengesellschaft.
Neben Innendekorations- und Campingartikeln stellte Enders im Zweiten Weltkrieg auch Teile für die Rüstung her und wurde dadurch zum erklärten Ziel alliierter Bomber. In mondhellen Nächten legte man vorsichtshalber den gesamten Werksbereich mehrfach unter eine künstliche Nebeldecke. 
1943 wurde gegenüber der Firma ein Luftschutzbunker mit drei Eingängen und einer geplanten Ganglänge von 500 Meter für etwa 2000 Menschen in den harten Fels gesprengt. Den Abraum karrte man nebenan mit einer Lorenbahn auf den Berg, auf dem sich Werksdirektor Kurt Adamy sein Wohnhaus errichten ließ. Etwa die Hälfte des Bunkerplanes wurde fertiggestellt, bis man gegen Kriegsende die Arbeiten einstellte. Benutzt wurde der Bunker bei Fliegeralarm.
Zur Zeit der Gemeinde Lüdenscheid-Land vor 1969 hatte Langenfeld gerade einmal drei Wohnhäuser und die besagte Firma Enders. Eine große Holzbaracke gegenüber der Firma, die heute als Lager dient, wurde in den Kriegsjahren von Fremdarbeitern, später von Familien bewohnt, die ihre Heimat in Schlesien oder ihre Wohnungen durch den Bombenkrieg im Ruhrgebiet verloren hatten.
Ortsbezeichnungen mit dem Namen Langenfeld gibt es einige in Deutschland.